# Coupe de Tunisie de football 2011-2012
Navigation
Coupe de Tunisie 2010-2011 Coupe de Tunisie 2012-2013
La coupe de Tunisie de football 2011-2012 est la 55e édition de la coupe de Tunisie depuis 1956 et la 80e au total, une compétition à élimination directe mettant aux prises des centaines de clubs de football amateurs et professionnels à travers la Tunisie. Elle est organisée par la Fédération tunisienne de football et ses ligues régionales. Entamée lors de la saison 2011-2012, elle devrait se poursuivre en 2012-2013 pour les huitièmes et quarts de finale et déborder sur la saison 2013-2014 pour les deux derniers tours. 
L'Espérance sportive de Tunis est le tenant du titre.

## Résultats

### Seizièmes de finale
| Date         | Équipe 1                        | Équipe 2                        | Score 90 min | Score Prol. | Tirs au but |
| ------------ | ------------------------------- | ------------------------------- | ------------ | ----------- | ----------- |
| 7 juin 2012  | Club sportif sfaxien            | Association sportive de Djerba  | 4 - 3        |             |             |
| 8 juin 2012  | Olympique de Béja               | Club sportif de Hammam Lif      | 1 - 1        | 1 - 1       | 3 - 1       |
| 8 juin 2012  | Espérance sportive de Zarzis    | Jeunesse sportive kairouanaise  | 1 - 1        | 2 - 1       |             |
| 9 juin 2012  | Avenir sportif de La Marsa      | Kalâa Sport                     | 2 - 1        |             |             |
| 9 juin 2012  | Étoile sportive de Métlaoui     | Jeunesse sportive d'El Omrane   | 2 - 1        |             |             |
| 9 juin 2012  | Club sportif hilalien           | Club africain                   | 1 - 1        | 3 - 1       |             |
| 9 juin 2012  | El Gawafel sportives de Gafsa   | Espoir sportif de Bouchemma     | 4 - 0        |             |             |
| 10 juin 2012 | Stade tunisien                  | La Palme sportive de Tozeur     | 5 - 0        |             |             |
| 10 juin 2012 | Avenir sportif de Gabès         | Union sportive de Ben Guerdane  | 3 - 2        |             |             |
| 10 juin 2012 | Étoile sportive de Béni Khalled | Union sportive monastirienne    | 0 - 0        | 0 - 0       | 3 - 2       |
| 27 juin 2012 | Étoile sportive du Sahel        | Stade gabésien                  | Forfait      |             |             |
| 20 juin 2013 | Club athlétique bizertin        | Espérance sportive de Tunis     | 0 - 3        |             |             |
| 10 juin 2012 | Club olympique des transports   | Grombalia Sports                | 2 - 1        |             |             |
| 10 juin 2012 | Club sportif de Nefta           | Club sportif de Korba           | 0 - 0        | 1 - 1       | 5 - 6       |
| 10 juin 2012 | El Ahly Mateur                  | Avenir sportif d'Oued Ellil     | 1 - 0        |             |             |
| 10 juin 2012 | Football Club Hammamet          | Espoir sportif de Hammam Sousse | 1 - 1        | 1 - 1       | 4 - 5       |

### Huitièmes de finale
| Date         | Équipe 1                     | Équipe 2                        | Score 90 min | Score Prol. | Tirs au but |
| ------------ | ---------------------------- | ------------------------------- | ------------ | ----------- | ----------- |
| 23 juin 2013 | Club sportif de Korba        | Club olympique des transports   | 1 - 1        | 1 - 1       | 3 - 1       |
| 23 juin 2013 | Olympique de Béja            | Étoile sportive de Béni Khalled | 2 - 2        | 4 - 2       |             |
| 23 juin 2013 | Espérance sportive de Zarzis | Espoir sportif de Hammam Sousse | 2 - 0        |             |             |
| 23 juin 2013 | Étoile sportive du Sahel     | Avenir sportif de Gabès         | Forfait      |             |             |
|              | Étoile sportive de Métlaoui  | Avenir sportif de La Marsa      | Forfait      |             |             |
| 23 juin 2013 | Espérance sportive de Tunis  | El Ahly Mateur                  | 2 - 0        |             |             |
| 23 juin 2013 | Club sportif hilalien        | El Gawafel sportives de Gafsa   | 2 - 0        |             |             |
| 23 juin 2013 | Stade tunisien               | Club sportif sfaxien            | 1 - 2        |             |             |

### Quarts de finale
| Date         | Équipe 1                     | Équipe 2                    | Score 90 min | Score Prol. | Tirs au but |
| ------------ | ---------------------------- | --------------------------- | ------------ | ----------- | ----------- |
| 26 juin 2013 | Espérance sportive de Zarzis | Club sportif sfaxien        | 0 - 3        |             |             |
| 26 juin 2013 | Club sportif de Korba        | Club sportif hilalien       | 0 - 0        | 0 - 0       | 3 - 4       |
| 26 juin 2013 | Étoile sportive du Sahel     | Olympique de Béja           | 2 - 1        |             |             |
| 26 juin 2013 | Espérance sportive de Tunis  | Étoile sportive de Métlaoui | 0 - 0        | 0 - 0       | 3 - 1       |

### Demi-finales
| Date         | Équipe 1              | Équipe 2                    | Score 90 min | Score Prol. | Tirs au but |
| ------------ | --------------------- | --------------------------- | ------------ | ----------- | ----------- |
| 29 juin 2013 | Club sportif hilalien | Étoile sportive du Sahel    | 1 - 1        | 1 - 1       | 9 - 10      |
| 29 juin 2013 | Club sportif sfaxien  | Espérance sportive de Tunis | 1 - 1        | 1 - 1       | 4 - 3       |

### Finale
| Date         | Équipe 1                 | Équipe 2             | Score 90 min | Score Prol. | Tirs au but |
| ------------ | ------------------------ | -------------------- | ------------ | ----------- | ----------- |
| 11 août 2013 | Étoile sportive du Sahel | Club sportif sfaxien | 1 - 0        |             |             |

L’Étoile sportive du Sahel remporte la coupe en battant le Club sportif sfaxien (1-0) grâce à un but marqué par Aymen Trabelsi à la 18e minute. Le match est arbitré par Slim Bellakhouas secondé par Tarek Jelassi et Faouzi Jeridi, alors que Haythem El Faleh est quatrième arbitre.